# André Ayew
André Morgan Rami Ayew (pronunție în engleză [æjju]; n. 17 decembrie 1989, Seclin, Nord-Pas-de-Calais, Franța) este un fotbalist ghanez și francez, care joacă pe post de mijlocaș lateral la Le Havre în Ligue 1. Pe plan internațional, are prezențe la națională pentru Ghana U20⁠(d), Ghana și Franța U17⁠(d). Uneori el este numit simplu Dédé. Este al doilea fiu al triplului câștigător a premiului Fotbalistul african al anului și membrul FIFA 100, Abedi Pele. André mai are doi frați, Ibrahim și Jordan, care la fel sunt fotbaliști.

## Statistici carieră

### Club
La 31 august 2013
| Club          | Sezon        | Campionat | Campionat | Campionat | Cupă    | Cupă   | Cupă    | Europa  | Europa | Europa  | Altele  | Altele | Altele  | Total   | Total  | Total   |
| Club          | Sezon        | Meciuri   | Goluri    | Assists   | Meciuri | Goluri | Assists | Meciuri | Goluri | Assists | Meciuri | Goluri | Assists | Meciuri | Goluri | Assists |
| ------------- | ------------ | --------- | --------- | --------- | ------- | ------ | ------- | ------- | ------ | ------- | ------- | ------ | ------- | ------- | ------ | ------- |
| Marseille     | 2007–08      | 9         | 0         | 0         | 2       | 0      | 0       | 4       | 0      | 0       | —       | —      | —       | 15      | 0      | 0       |
| Total         | Total        | 9         | 0         | 0         | 2       | 0      | 0       | 4       | 0      | 0       | —       | —      | —       | 15      | 0      | 0       |
| Lorient       | 2008–09      | 22        | 3         | 3         | 2       | 0      | 0       | —       | —      | —       | —       | —      | —       | 24      | 3      | 3       |
| Total         | Total        | 22        | 3         | 3         | 2       | 0      | 0       | —       | —      | —       | —       | —      | —       | 24      | 3      | 3       |
| Arles-Avignon | 2009–10      | 25        | 4         | 3         | 1       | 0      | 0       | —       | —      | —       | —       | —      | —       | 26      | 4      | 3       |
| Total         | Total        | 25        | 4         | 3         | 1       | 0      | 0       | —       | —      | —       | —       | —      | —       | 26      | 4      | 3       |
| Marseille     | 2010–11      | 37        | 11        | 1         | 5       | 2      | 0       | 8       | 0      | 2       | 1       | 0      | 0       | 51      | 13     | 3       |
| Marseille     | 2011–12      | 26        | 8         | 1         | 3       | 1      | 3       | 9       | 4      | 0       | 1       | 3      | 0       | 39      | 16     | 4       |
| Marseille     | 2012–13      | 35        | 9         | 4         | 3       | 1      | 0       | 7       | 3      | 1       | 0       | 0      | 0       | 45      | 13     | 5       |
| Marseille     | 2013–14      | 8         | 2         | 1         | 0       | 0      | 0       | 2       | 0      | 1       | 0       | 0      | 0       | 10      | 2      | 2       |
| Total         | Total        | 106       | 30        | 7         | 11      | 4      | 3       | 26      | 7      | 4       | 2       | 3      | 0       | 145     | 44     | 14      |
| Career total  | Career total | 162       | 37        | 13        | 16      | 4      | 3       | 30      | 7      | 4       | 2       | 3      | 0       | 210     | 51     | 20      |

### Internațional
La 6 septembrie 2013
| Echipa națională | An    | Meciuri | Goluri |
| ---------------- | ----- | ------- | ------ |
| Ghana            | 2007  | 5       | 0      |
| Ghana            | 2008  | 6       | 0      |
| Ghana            | 2009  | 1       | 0      |
| Ghana            | 2010  | 17      | 2      |
| Ghana            | 2011  | 5       | 0      |
| Ghana            | 2012  | 10      | 2      |
| Ghana            | 2013  | 1       | 0      |
| Total            | Total | 45      | 4      |

#### Goluri internaționale
| # | Data              | Stadion                                  | Oponent      | Scor  | Rezultat | Competiție                               |
| - | ----------------- | ---------------------------------------- | ------------ | ----- | -------- | ---------------------------------------- |
| 1 | 19 ianuarie 2010  | Estádio 11 de Novembro, Angola           | Burkina Faso | 1 – 0 | 1 – 0    | 2010 Africa Cup of Nations               |
| 2 | 5 septembrie 2010 | Somhlolo National Stadium, Lobamba       | Eswatini     | 1 – 0 | 3 – 0    | 2012 Africa Cup of Nations qualification |
| 3 | 28 ianuarie 2012  | Stade de Franceville, Franceville, Gabon | Mali         | 2 – 0 | 2 – 0    | 2012 Africa Cup of Nations               |
| 4 | 5 februarie 2012  | Stade de Franceville, Franceville, Gabon | Tunisia      | 2 – 1 | 2 – 1    | 2012 Africa Cup of Nations               |

## Palmares

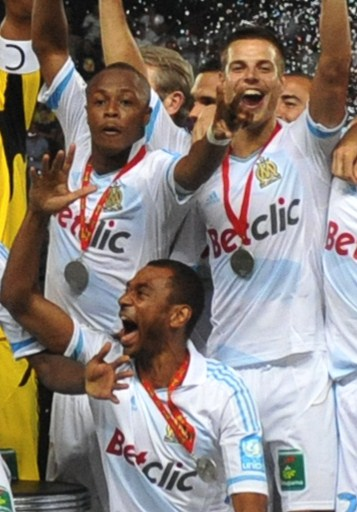
Ayew celebrând Trophée des Champions 2011 cu Marseille

### Club
Marseille
- Trophée des champions: (2) 2010, 2011
- Coupe de la Ligue: (2) 2011, 2012

### Internațional
Ghana
- African Youth Championship: 2009
- FIFA U-20 World Cup: 2009

### Individual
- BBC African Footballer of the Year: (1) 2011
- Ghana Player of the year: (1) 2011